# Valbrona
Valbrona là một đô thị ở tỉnh Como trong vùng Lombardia, có cự ly khoảng 45 km về phía bắc của Milan và khoảng 20 km về phía đông bắc của Como. Tại thời điểm ngày 31 tháng 12 năm 2004, đô thị này có dân số 2.575 người và diện tích là 13,9 km².
Valbrona giáp các đô thị: Abbadia Lariana, Asso, Canzo, Lasnigo, Mandello del Lario, Oliveto Lario, Valmadrera.